# Celso Bugallo
Celso Bugallo Aguiar (Sangenjo, Pontevedra, 1 de enero de 1947) es un actor español. Su andadura en el mundo de la interpretación empieza en los años 70.

## Biografía
Bugallo se inició en el mundo de la actuación en Logroño, donde vivió seis años durante su juventud y fue miembro de los grupos independientes Lope de Rueda y Adefesio Teatro Estudio de Ricardo Romanos, además de fundar y dirigir el JUBY (Juventud Unida del Barrio de Yagüe), donde residía, y que ganó en 1976 el Premio Nacional de Comedias de Teatro con El retablo del flautista, de Jordi Teixidor Martínez.
Convertido en uno de los mejores actores teatrales de la escena nacional, Bugallo no debutó en el cine hasta los 52 años a las órdenes de José Luis Cuerda en La lengua de las mariposas. Desde entonces se revela como uno de los secundarios más talentosos del cine nacional gracias a títulos como Los lunes al sol, de Fernando León de Aranoa, y La vida que te espera, de Manuel Gutiérrez Aragón.
Es una de las caras más familiares en las series y películas gallegas recientes, aunque a nivel nacional, el reconocimiento le llega de la mano de Alejandro Amenábar, con su papel de hermano de Ramón Sampedro en Mar adentro, interpretación que le valió un Premio Goya a la mejor interpretación masculina de reparto y el premio de la asociación de actores españoles (Unión de Actores).
Otro gran papel en el cine le llega con la película La noche de los girasoles (2006), como Amadeo, el cabo de la Guardia Civil de una aldea de Castilla y León, donde su interpretación es muy notable: personifica un caiman experimentado, incanecido en el oficio, impregnado de humanidad y fineza, y elige no cumplir con su deber por amor a su hija.
Entre sus trabajos más recientes destacan 53 días de invierno (2006), Pudor (2007), Agallas (2009), Palmeras en la nieve (2015), El arte de volver (2020) y El buen patrón (2021). Así como en papeles protagonistas en Cenizas del cielo (2008) y Amador (2010), su segunda colaboración con Fernando León de Aranoa.
Tiene una larga experiencia en el teatro y es fundador de las compañías teatrales Olimpo y Zanahoria T.E., además de haber pertenecido a otras compañías gallegas y logroñesas. Lleva a cabo diversos montajes en Galicia entre 1988 y 1992. En 1995 funda el AFAP (Aula de Formación de Actores de Pontevedra), exclusivamente dedicada a la formación de actores sobre la base de las teorías de Stanislavsky y dirige multitud de montajes, la mayoría representados en gallego, como Preludio al teatro, El daño que hace el tabaco o El despertar.

## Filmografía
- Loli Tormenta (2023) de Agustí Villaronga.
- El buen patrón (2021) de Fernando León de Aranoa.
- El arte de volver (2020) de Pedro Collantes.
- El practicante (2020) de Carles Torras.
- El Bosque del Consuelo (2019), de Ethel Jagolkowski Kfir.
- Trote (2018) de Xacio Baño.
- La playa de los ahogados (2015), de Gerardo Herrero.
- Palmeras en la nieve (2015), de Fernando González Molina.
- O Apóstolo (2012), de Fernando Cortizo.
- Amador (2010), de Fernando León de Aranoa.
- Crebinsky (2010), de Enrique Otero.
- La isla interior (2009), de Dunia Ayaso y Félix Sabroso.
- Agallas (2009), de Andrés Luque y Samuel Martín Mateos.
- Cenizas del cielo (2008), de José Antonio Quirós.
- Pudor (2007), de David Ulloa y Tristán Ulloa.
- Los Totenwackers (2007), de Ibón Cormenzana.
- Los sultanes del Sur (2006), de Alejandro Lozano.
- 53 días de invierno (2006), de Judith Colell.
- La noche de los girasoles (2006), de Jorge Sánchez-Cabezudo.
- Salvador (Puig Antich) (2006), de Manuel Huerga.
- Para que no me olvides (2005), de Patricia Ferreira.
- Mar adentro (2004), de Alejandro Amenábar.
- La vida que te espera (2004), de Manuel Gutiérrez Aragón.
- Na terceira hora (2004), de Xacobe Vidal.
- El lápiz del carpintero (2003), de Antón Reixa.
- Lentura (2003), de Manuel Iglesias Nanin.
- Los lunes al sol (2002), de Fernando León de Aranoa.
- Lena (2001), de Gonzalo Tapia.
- La lengua de las mariposas (1999), de José Luis Cuerda.

## Televisión
- Fariña (2018), de Antena 3
- El Incidente (2017), de Antena 3
- Los hombres de Paco (2010), de Antena 3.
- Chapapote... o no (2006) (TV Movie), de Ferrán Llagostera.
- Omar Martínez (2006) (TV Movie), de Pau Martínez.
- Secuestrados en Georgia (2003) (TV Movie), de Gustavo Balza.
- Entre bateas (2002) (TV Movie), de Jorge Coira.
- Fíos (2001), de TVG.
- Galicia Express (2001), de TVG.
- Terra de Miranda (2001), de TVG.
- Periodistas (2000), de Telecinco.
- Rias Baixas (2000), de TVG.
- Mareas vivas (1998), de TVG.

## Premios y nominaciones
- 2002
  - Ganador del Premio revelación Chano Piñeiro por Los lunes al sol.
  - Ganador del Premio Mestre Mateo 2002 al Mejor actor de reparto por Los lunes al sol.
- 2004
  - Nominado al Premio Mestre Mateo 2004 al Mejor actor de reparto por La vida que te espera.
- 2005
  - Ganador del Premio Goya al Mejor actor de reparto por Mar adentro.
  - Ganador del Premio de la Unión de Actores al Mejor actor secundario de cine por Mar adentro.
  - Ganador del Premio Honorífico Pedigree del Festival de Cans.
  - Nominado al Premio de la Asociación de Cronistas del Espectáculo de Nueva York (ACE) al Mejor actor de reparto por Mar adentro.
  - Nominado a la Medalla del Círculo de Escritores Cinematográficos al mejor actor secundario por Mar adentro.
- 2007
  - Nominado a la Medalla del Círculo de Escritores Cinematográficos al mejor actor secundario por La noche de los girasoles.
- 2009
  - Nominado al Premio Ciudad de Pontevedra por su labor a favor de Pontevedra.
  - Nominado al Premio Mestre Mateo 2009 al Mejor actor de reparto por Agallas.
- 2010
  - Nominado a la Medalla del Círculo de Escritores Cinematográficos al mejor actor secundario por Amador.[6]
- 2011
  - Ganador del Premio del jurado al mejor actor en el Festival de Cans por El grifo.
  - Ganador del Premio Luna de Islantilla al mejor actor en el Islantilla Cinefórum por El grifo.
- 2020
  - Ganador del Premio al Mejor Actor en el MADRIFF • Madrid Indie Film Festival por El Bosque del Consuelo.
- 2022
  - Nominado a los Premios Goya a Mejor Actor de Reparto por El buen patrón.[7]
  - Nominado a la Medalla del Círculo de Escritores Cinematográficos al mejor actor secundario por El buen patrón.[8]